# Precio de eficiencia
Precio de eficiencia, en la práctica es lo mismo que el precio social, corresponde al verdadero precio al que una sociedad valora un determinado producto. Para su determinación se consideran los beneficios netos indirectos o externalidades
.
Para los bienes de los que se desconoce su precio de eficiencia, este se puede calcular determinando el costo marginal de producción de todos los insumos valorados a precio de cuenta, necesarios para su producción.
Los bienes no comercializados, de los que se desconoce su precio de eficiencia, se pueden calcular a través del costo marginal de producción de todos los insumos valorados a precios de cuenta necesarios para producirlo